# Geophilus algarum
Geophilus algarum is een duizendpotensoort uit de familie van de Geophilidae. De wetenschappelijke naam van de soort is voor het eerst geldig gepubliceerd in 1909 door Brölemann.